# Meng Qiang
Meng Qiang (3 de julio de 1987) es un luchador chino de lucha grecorromana. Compitió en dos campeonatos mundiales. Se clasificó en el puesto 12º en 2014. Ganó la medalla de bronce en los Juegos Asiáticos de 2014. Consiguió dos medallas de plata en campeonato asiático, en 2011 y 2015.  